# Inter airport Europe
Die Fachmesse inter airport Europe (Eigenbezeichnung 'inter airport Europe, Internationale Fachmesse für Flughafen-Ausrüstung, Technologie, Design & Service') ist eine der bedeutendsten internationalen Messen für Flughafeninfrastruktur, Abfertigung und Flughafen-Dienstleistungen.
Sie war ursprünglich am Frankfurter Flughafen beheimatet und findet seit 1997 regelmäßig alle zwei Jahre auf der Messe München statt. Veranstalter ist die Mack Brooks Exhibitions Ltd. (Großbritannien). Zielpublikum sind unter anderen Flughafenbetreiber, Flughafendienstleister und Flughafenplaner.

Die Messe 2015 wurde von etwa 12.700 Fachbesuchern aus 110 Ländern besucht. 676 Aussteller aus 44 Ländern präsentierten ihre Produkte und Dienstleistungen auf einer Nettoausstellungsfläche von fast 30.000 m².
Die inter airport Europe 2023 soll vom 10. bis 13. Oktober 2023 in München stattfinden.